# Kalanchoe laciniata

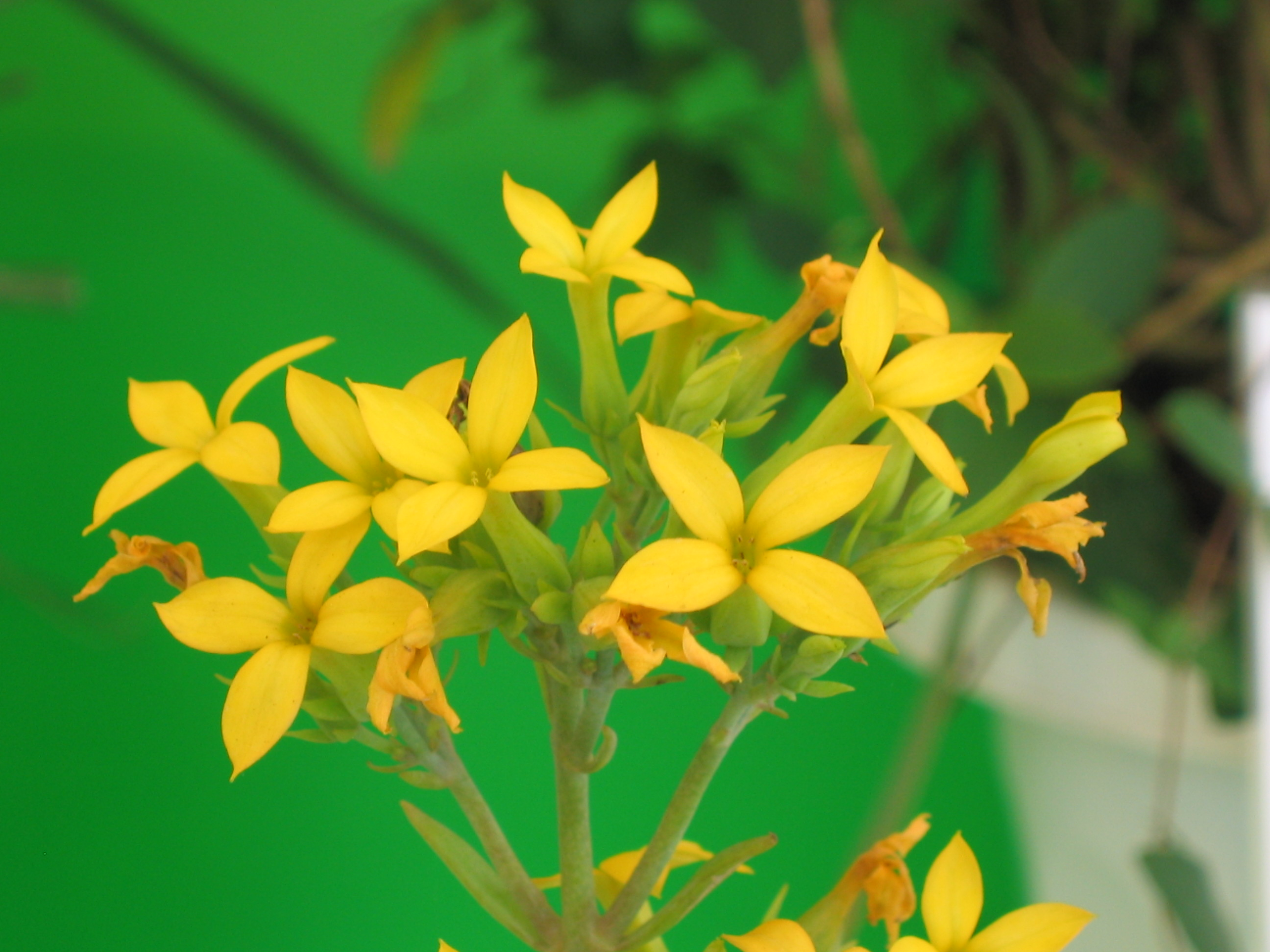
Flors

Kalanchoe laciniata és una espècie de planta suculenta del gènere Kalanchoe, de la família de les Crassulaceae.

## Descripció
És un arbust perenne o subarbust de 0,4 a 1,5 m d'alçada.
Les tiges són generalment simples, teretes, erectes, glabres per sota, més o menys pubescents per dalt, vermelloses.
Les fulles són peciolades, carnoses, verdes, glabres o sovint més o menys pubescents a l'anvers; pecíol aplanat, acanalat, eixamplat a la base o semi-amplexicaule, de 2 a 9 mm; làmina de forma molt variable, generalment composta, 3-partita o 3-foliolada a 3 a 5-pinnatifida o pinnada, de vegades senceres; les fulles del mig majoritàriament 3-foliades o 3-partites, folíols ovats, lanceolats a lineals, punta atenuada, aguda, marges crenats, dentats, gruixudament serrats a laciniats; els segments de les fulles de 2 a 14 cm de llarg i de 2,5 a 8 cm d'ample.
Les inflorescències són corimboses o paniculades, cimes planes, de 40 a 60 cm, fina i densament glandular-pubescents, pedicels d'1 a 10 mm.
Les flors són erectes, poc pubescents-glandulars; tub de calze de 0,4 a 1,5 mm; sèpals triangulars-Ianceolats, oblongs-ovats, aguts, de 2,5 a 5 mm de llarg i de 1 a 2,5 mm d'ample, corol·la de color crema pàl·lid, taronja a rosa salmó; tub oblong-ampul·lós, de 9 a 11 mm; pètals oblongs a ovats-lanceolats, aguts, mucronats de 3 a 6 mm de larg i de 2 a 3,5 mm d'ample, estams inclosos.
K. laciniata és una espècie molt polimòrfica, sobretot pel que fa a la forma i mida de les fulles. És una mica similar a K. lanceolata i també s'assembla a K. crenata.

## Distribució
Planta molt estesa per l'est, centre i sud-oest d'Àfrica i la Península Aràbiga.
Creix en bosc obert, matolls i marges de matolls, etc., de 450 a 2000 m d'altitud.

## Taxonímia
Kalanchoe laciniata va ser descrita per Augustin Pyramus de Candolle (DC.) i publicada a Plantarum historia succulentarum 17: pl. 100. 1802.

### Etimologia
Kalanchoe: nom genèric que deriva de la paraula cantonesa "Kalan Chauhuy", 伽藍菜 que significa 'allò que cau i creix'.
laciniata: epítet llatí que significa 'bruscament segmentat'.

### Sinonímia
- Cotyledon laciniata L.
- Kalanchoe acutifolia Haw.
- Kalanchoe aegyptiaca DC.
- Kalanchoe afzeliana Britten
- Kalanchoe alternans (Vahl) Pers.
- Kalanchoe angustifolia A. Rich.
- Kalanchoe brachycalyx A. Rich.
- Kalanchoe brasiliensis Cambess.
- Kalanchoe carnea N.E. Br.
- Kalanchoe ceratophylla Haw.
- Kalanchoe coccinea Welw. ex Oliv.
- Kalanchoe diversa N.E. Br.
- Kalanchoe floribunda Wight & Arn.
- Kalanchoe integra (Medik.) Kuntze
- Kalanchoe lentiginosa Cufod.
- Kalanchoe magnidens N.E. Br.
- Kalanchoe ndorensis Schweinf.
- Kalanchoe rosea Clarke
- Kalanchoe schweinfurthii Penzig
- Kalanchoe spathulata DC.
- Kalanchoe stenosiphon Britten
- Kalanchoe welitschii Britton